# Liste deutschsprachiger Theaterbühnen
Die Liste deutschsprachiger Theaterbühnen dient der Erfassung größerer und kleinerer Aufführungshäuser für das deutsche Sprechtheater und das Kabarett. Die Liste wird alphabetisch nach Ländern, Städten und  Theatern geführt. Ehemalige deutsche Theater sind am Ende dieser Liste gesondert aufgeführt.
Außerdem gibt es eine Liste der öffentlich getragenen Repertoiretheater Deutschlands.

## Deutschland

### Baden-Württemberg

#### Baden-Baden
- Theater Baden-Baden

#### Bruchsal
- Badische Landesbühne

#### Burladingen
- Theater Lindenhof (im Ortsteil Melchingen)

#### Esslingen
- Württembergische Landesbühne Esslingen

#### Freiburg im Breisgau
- Alemannische Bühne Freiburg
- Theater der Immoralisten
- Harrys Depot
- Theater Freiburg
- Theater im Marienbad
- Wallgraben-Theater

#### Hayingen
- Naturtheater Hayingen

#### Heidelberg
- Städtische Bühne
- Zimmertheater Heidelberg

#### Heilbronn
- Theater Heilbronn

#### Karlsruhe
- Badisches Staatstheater Karlsruhe
- Kammertheater Karlsruhe
- Sandkorn-Theater
- UniTheater Karlsruhe e. V.

#### Kiefersfelden
- Ritterschauspiele Kiefersfelden

#### Koblenz
- Konradhaus Koblenz
- Kulturfabrik
- Theater Koblenz

#### Konstanz
- Stadttheater Konstanz

#### Langenargen am Bodensee
- Langenargener Festspiele

#### Ludwigsburg
- Schlosstheater Ludwigsburg

#### Mannheim
- Nationaltheater Mannheim
- Oststadt Theater
- Theaterhaus G7
- Rhein Neckar Theater

#### Ravensburg
- Theater Ravensburg

#### Reutlingen
- Die Tonne
- Naturtheater Reutlingen
- Theater Sturmvogel

#### Rottweil
- Zimmertheater Rottweil

#### Sigmaringendorf
- Waldbühne Sigmaringendorf

#### Stuttgart
- Apollo Theater Stuttgart
- Altes Schauspielhaus
- Forum Theater Stuttgart
- Friedrichsbau
- Junges Ensemble Stuttgart (JES)
- Komödie im Marquardt
- Kulturwerk
- Palladium Theater Stuttgart
- Renitenztheater
- Staatstheater Stuttgart
- Studio Theater Stuttgart
- Theater am Olgaeck
- Theater der Altstadt
- Theater Rampe
- Theaterhaus Stuttgart
- Wilhelma-Theater

#### Tübingen
- Brecht-Bau-Theater
- Landestheater Tübingen
- Zimmertheater Tübingen

#### Ulm
- Theater Ulm
- Junge Ulmer Bühne (JUB)
- Theaterwerkstatt Ulm (Amateur-Theater)

#### Urbar
- Theater Mittelrhein

#### Villingen-Schwenningen
- Theater am Ring
- Theater am Turm
- Rollmopstheater

#### Wolfsburg
- Scharoun-Theater Wolfsburg
- Wolfsburger Figurentheater Compagnie
- HolzbankTheater
- Tanzendes Theater Wolfsburg

### Bayern

#### Amberg
- Stadttheater Amberg

#### Ansbach
- Theater Ansbach

#### Aschaffenburg
- Stadttheater Aschaffenburg

#### Augsburg
→ Siehe: Liste der Theater in Augsburg

#### Bad Kissingen
- Kurtheater Bad Kissingen

#### Bad Wildbad
- Kurtheater Bad Wildbad

#### Bamberg
- E.T.A.-Hoffmann-Theater
- Theater am Michelsberg
- Theater im Gärtnerviertel

#### Bayreuth
- Richard-Wagner-Festspielhaus
- Markgräfliches Opernhaus  Bayreuth

#### Burghausen
- Athanor Theater in der Freundlhalle
- Cabaret des Grauens
- Theaterburg Burghausen
- Salzachbühne Burghausen

#### Coburg
- Landestheater Coburg

#### Emmendingen
- Theater im Steinbruch (Laientheater)

#### Erlangen
- Theater Fifty-Fifty
- Markgrafentheater
- Das Theater Erlangen

#### Fürth
- Stadttheater Fürth

#### Hof
- Theater Hof

#### Ingolstadt
- Stadttheater Ingolstadt
- Altstadttheater Ingolstadt

#### Landshut
- Hofberg Theater
- kleines theater – Kammerspiele Landshut
- Stadttheater Landshut
- Theater Nikola

#### Memmingen
- Landestheater Schwaben

#### München
→ Siehe: Liste der Theater in München

#### Neu-Ulm
- Theater Neu-Ulm, auch: AuGuSTheater Neu-Ulm, Privattheater

#### Nürnberg
→ Siehe: Liste der Theater in Nürnberg

#### Passau
- Scharfrichterhaus
- Stadttheater Passau

#### Pforzheim
- Stadttheater Pforzheim

#### Regensburg
- Theater Regensburg
- Turmtheater Regensburg
- Akademietheater Regensburg

#### Würzburg
- Bockshorn
- Chambinzky
- Kinder- und Jugendtheater Spielberg
- Kulturbühne Alte Feuerwehr[1]
- Mainfranken Theater
- Plastisches Theater Hobbit
- Theater am Neunerplatz
- theater ensemble
- Werkstattbühne

### Brandenburg

#### Brandenburg an der Havel
- Brandenburger Theater
- Event-Theater

#### Cottbus
- Staatstheater Cottbus
- Theater Native C
- piccolo -Theater
- Puppenbühne Regenbogen
- Bühne 8 (Studententheater)

#### Frankfurt (Oder)
- Theater Frankfurt

#### Potsdam
- Hans Otto Theater
- Theaterschiff Potsdam

#### Schwedt/Oder
- Uckermärkische Bühnen Schwedt

#### Senftenberg
- Neue Bühne Senftenberg

### Bremen
- Theater Bremen
- bremer shakespeare company
- Junges Theater Bremen
- Theater am Goetheplatz
- Waldau-Theater
- Musical Theater Bremen
- Theaterschiff Bremen
- Packhaustheater

### Hamburg
- Allee-Theater
- Altonaer Theater
- Das kleine Hoftheater
- Das Schiff
- Deutsches Schauspielhaus
- Ernst-Deutsch-Theater
- Fleetstreet
- Fliegende Bauten
- Hamburger Kammerspiele
- Hamburger Sprechwerk
- Hamburgische Staatsoper
- Hansa-Theater
- Harburger Theater
- Imperial Theater
- Kampnagel
- Kellertheater Hamburg
- Komödie Winterhuder Fährhaus
- Lichthof Theater
- Mehr!-Theater am Großmarkt
- Monsun-Theater
- Mut! Theater[2]
- Neue Flora
- Ohnsorg-Theater
- Operettenhaus
- Opernloft
- Rote Flora
- Schmidt Theater
- St. Pauli Theater
- Thalia Theater
- Theater an der Elbe
- Theater an der Marschnerstraße
- Theater das Zimmer
- Theater für Kinder
- Theater im Hafen Hamburg
- Theater in der Speicherstadt
- Theater Istasyon
- The English Theatre

### Hessen

#### Bad Wildungen
- Theater am Bunker

#### Bensheim
- Parktheater Bensheim

#### Darmstadt
- Staatstheater Darmstadt

#### Forchheim
- Junges Theater Forchheim

#### Frankfurt am Main
→ Siehe auch: Kultur in Frankfurt am Main
- Albert-Schumann-Theater (ehemalig)
- Alte Oper
- Frankfurter Autoren Theater
- Deutsche Akademie der Darstellenden Künste
- Die Dramatische Bühne
- The English Theatre Frankfurt
- Fritz Rémond Theater
- Gallus Theater
- Internationales Theater Frankfurt
- Die KäS
- Die Katakombe
- Kellertheater Frankfurt
- Klappmaul Theater (ehemalig)
- Die Komödie
- Landungsbrücken Frankfurt
- Künstlerhaus Mousonturm
- Neues Theater Höchst
- Oper Frankfurt
- papageno Musiktheater am Palmengarten
- Schauspiel Frankfurt
- Die Schmiere
- Scream Factory
- Stalburg Theater
- teAtrum VII
- Theater am Turm (ehemalig)
- Theaterhaus Frankfurt
- TheaterGrueneSosse
- Theater Lempenfieber
- Theater Willy Praml
- Tigerpalast
- Volkstheater Frankfurt

#### Gießen
- Stadttheater Gießen

#### Göttingen
- Deutsches Theater Göttingen
- Junges Theater
- Theater im OP

#### Hanau
- Comoedienhaus Wilhelmsbad

#### Herford
- Stadttheater Herford

#### Kassel
- Staatstheater Kassel

#### Marburg
- Hessisches Landestheater Marburg

#### Marl
- Theater Marl

#### Wiesbaden
- Hessisches Staatstheater Wiesbaden
- Kammerspiele Wiesbaden
- Velvets Theater
- Galli-Theater

### Mecklenburg-Vorpommern

#### Anklam
- Vorpommersche Landesbühne

#### Greifswald
- Theater Vorpommern

#### Neubrandenburg/Neustrelitz
- Theater und Orchester Neubrandenburg/Neustrelitz

#### Parchim
- Mecklenburgisches Landestheater Parchim

#### Rostock
- Volkstheater Rostock

#### Schwerin
- Mecklenburgisches Staatstheater Schwerin

#### Staßfurt
- Salzlandtheater

#### Stralsund
- Stralsunder Theater

#### Wismar
- Theater Wismar

### Niedersachsen

#### Brakel
- Freilichtbühne Bökendorf

#### Braunschweig
- Figurentheater Fadenschein
- Komödie am Altstadtmarkt
- LOT-Theater
- Niederdeutsches Theater Braunschweig
- Staatstheater Braunschweig

#### Bremerhaven
- Capitol Bremerhaven
- Figurentheater Bremerhaven
- JUB – Junges Theater Bremerhaven
- piccolo teatro Haventheater
- Stadttheater Bremerhaven
- Pferdestall Bremerhaven
- TiF - Theater im Fischereihafen[3]

#### Celle
- Schlosstheater Celle

#### Hannover
- Ballhof eins
- Ballhof zwei
- Commedia Futura
- Cumberlandsche Bühne
- Cumberlandsche Galerie
- Die Hinterbühne
- Eisfabrik
- Kindertheaterhaus Hannover
- Kleinkunstbühne im Kräutergarten
- Leibniz Theater (ehem. Werkstatt-Galerie Calenberg)
- Marlene
- Mittwoch Theater
- Neues Theater Hannover
- Schauspielhaus Hannover
- Studiotheater
- Theater am Aegi
- Theater am Küchengarten
- Theater am Lindenhofe
- Theater an der Glocksee
- Theater in der List
- Theater Nordstadt
- Theater Systema
- Uhu Theater

#### Helmstedt
- Brunnentheater Bad Helmstedt

#### Hildesheim
- Stadttheater/Theater für Niedersachsen
- Theaterhaus Hildesheim

#### Oldenburg
- Oldenburgisches Staatstheater

#### Osnabrück
- Theater Osnabrück
- Probebühne

#### Paderborn
- Theater Paderborn – Westfälische Kammerspiele

#### Soest
- White Horse Theatre, englischsprachiges Tourneetheater

#### Wedel
- Theater Wedel
- Theaterschiff Batavia

#### Weißenhorn
- Historisches Stadttheater Weißenhorn

#### Wendeburg
- teatr dach

#### Wilhelmshaven
- Theater am Meer[4]

#### Wolfenbüttel
- Lessingtheater

### Nordrhein-Westfalen

#### Aachen
- Grenzlandtheater Aachen
- Theater Aachen
- Das Da Theater
- Theater Brand

#### Aalen
- Theater der Stadt Aalen

#### Bielefeld
- Movement-Theater
- Theater Bielefeld

#### Bochum
- Schauspielhaus Bochum
- Prinzregenttheater
- Rottstraße 5 Theater

#### Bonn
- Contra-Kreis-Theater
- Euro-Theater-Central
- Junges Theater Bonn
- Theater Bonn
- Theater Marabu

#### Castrop-Rauxel
- Westfälisches Landestheater

#### Detmold
- Landestheater Detmold
- Detmolder Sommertheater

#### Dortmund
- Hansa Theater Hörde
- Kinder- und Jugendtheater
- Theater Dortmund
- Theater Olpketal

#### Duisburg
- Theater Duisburg

#### Düsseldorf
- Kom(m)ödchen
- Düsseldorfer Schauspielhaus
- Forum Freies Theater
- KaBARett FLiN
- Theateratelier Takelgarn
- Capitol Theater Düsseldorf
- Theater an der Luegallee
- Deutsche Oper am Rhein

#### Essen
- Aalto-Theater
- Colosseum Theater
- Grillo-Theater
- Das Kleine Theater Essen
- Theater im Rathaus
- Theater Courage
- Die Rü-Bühne e. V.
- Katakomben-Theater Essen
- GOP Varieté
- Stratmanns im Europahaus
- Theater Freudenhaus
- Theater Essen-Süd
- Essener Volksbühne
- Sago Theater
- Studio-Bühne Essen
- Theater-Extra e. V.
- Theater Testh
- Zauber Theater Viko

#### Hagen
- Theater an der Volme
- Theater Hagen

#### Herne
- Kleines Theater Herne
- Mondpalast

#### Köln
- Arkadaş Theater
- Cassiopeia Bühne
- Millowitsch-Theater
- Severins-Burg-Theater
- Tazzelwurm (Varieté)
- Theater am Dom
- Theater im Bauturm
- Theater Tiefrot
- Bühnen der Stadt Köln mit Oper Köln und Schauspiel Köln
- Studiobühne Köln
- Theater der Keller
- Comedia Theater
- Hänneschen-Theater

#### Krefeld
- Theater Krefeld und Mönchengladbach

#### Leverkusen
- Erholungshaus Leverkusen
- Forum Leverkusen
- Studiobühne Leverkusen

#### Lüdenscheid
- Altstadtbühne
- Die Bühnenmäuse
- Kulturhaus Lüdenscheid

#### Minden
- Stadttheater Minden

#### Moers
- Schlosstheater Moers

#### Mönchengladbach
- Theater Krefeld und Mönchengladbach

#### Mülheim an der Ruhr
- Theater an der Ruhr
- Ringlokschuppen Mülheim

#### Münster
- Boulevard Münster
- Charivari Puppentheater
- Freuynde und Gaesdte
- GOP Varieté-Theater
- Theater im Pumpenhaus
- Theater in der Meerwiese
- Theater Münster
- Theaterbühne im Kreativ-Haus
- Wolfgang Borchert Theater

#### Neuss
- Rheinisches Landestheater Neuss

#### Recklinghausen
- Ruhrfestspielhaus

#### Siegen
- Apollo-Theater

#### Wuppertal
→ Siehe: Liste der Theater in Wuppertal

### Rheinland-Pfalz

#### Bobingen
- Theater-Schmiede Bobingen

#### Breisach am Rhein
- Festspiele Breisach

#### Dinkelsbühl
- Landestheater Dinkelsbühl

#### Eggenfelden
- Theater an der Rott

#### Endingen am Kaiserstuhl
- Deutsche Kammerschauspiele

#### Kaiserslautern
- Pfalztheater

#### Ludwigshafen am Rhein
- Prinzregenten-Theater, Privattheater
- Theater im Pfalzbau

#### Mainz
- Mainzer Kammerspiele
- Junge Bühne Mainz
- Showbühne Mainz
- Staatstheater Mainz
- unterhaus
- WishmobTheater

#### Neuwied
- Schlosstheater, Sitz der Landesbühne Rheinland-Pfalz

#### Oberhausen
- Theater Oberhausen

#### Trier
- Theater Trier
- Varieté Chat Noir

### Saarland

#### Dinslaken
- Burghofbühne Dinslaken

#### Saarbrücken
- Saarländisches Staatstheater
- Kinder- und Jugendtheater Überzwerg
- Statt-Theater
- Kleines Theater im Rathaus
- Theater blauer Hirsch
- Theater im Viertel - Studiotheater
- Theaterschiff Maria-Helena
- Festival Perspectives

#### Saarlouis
- Theater am Ring

### Sachsen
Altenburg
- Theater & Philharmonie Thüringen

Annaberg-Buchholz
- Eduard-von-Winterstein-Theater

Bautzen
- Deutsch-Sorbisches Volkstheater

Chemnitz
- Theater Chemnitz[5]
- Fritz Theater[6]
- FRESSTheater[7]

Döbeln
- Mittelsächsisches Theater

Dresden
- Herkuleskeule
- Semperoper
- Staatsoperette Dresden
- Staatsschauspiel Dresden
- Theater Junge Generation
- Theaterruine St. Pauli

Freiberg
- Mittelsächsisches Theater

Görlitz
- Gerhart-Hauptmann-Theater Görlitz-Zittau

Leipzig
- Altes Theater (Leipzig) (zerstört)
- Neues Theater (Leipzig) (zerstört)
- Schauspiel Leipzig
- Lindenfels Westflügel
- Cammerspiele Leipzig
- Gewandhaus
- Musikalische Komödie
- Theater der Jungen Welt

Plauen
- Theater Plauen-Zwickau

Radebeul
- Landesbühnen Sachsen

Zittau
- Gerhart-Hauptmann-Theater Görlitz-Zittau

Zwickau
- Theater Zwickau/Das Gewandhaus (nach der Fusion Plauen-Zwickau)
- Puppentheater Zwickau

### Sachsen-Anhalt
Bad Elster
- König Albert Theater

Bad Lauchstädt
- Goethe-Theater

Bernburg (Saale)
- Carl-Maria-von-Weber-Theater

Dessau-Roßlau
- Anhaltisches Theater

Düren
- Stadttheater Düren

Eisleben
- Kulturwerk Mansfeld-Südharz
- Theater Eisleben

Halberstadt
- Nordharzer Städtebundtheater

Halle (Saale)
- Opernhaus Halle
- neues theater
- Thalia-Theater
- WUK Theaterquartier
- Freie Spielstätte e. V.
- Schiller-Bühne
- Theater Apron
- Theater Varomodi

Magdeburg
- Theater Magdeburg
- Theater an der Angel
- Puppentheater Magdeburg

Quedlinburg
- Nordharzer Städtebundtheater

Stendal
- Theater der Altmark

Thale
- Bergtheater Thale

Weimar
- Deutsches Nationaltheater und Staatskapelle Weimar

### Schleswig-Holstein
Flensburg
- Det lille Teater Flensborg
- Niederdeutsche Bühne Flensburg
- Schleswig-Holsteinisches Landestheater und Sinfonieorchester
- Theaterwerkstatt Pilkentafel

Kiel
- Theater Kiel

Lübeck
- Theater Combinale
- Theater Lübeck
- Theater Partout
- Theaterschiff Lübeck
- Theater am Tremser Teich (Kinder- und Jugendtheater)
- Comödie Lübeck

Lüneburg
- Theater Lüneburg

Rendsburg
- Schleswig-Holsteinisches Landestheater und Sinfonieorchester

Schleswig
- Schleswig-Holsteinisches Landestheater und Sinfonieorchester

### Thüringen
Arnstadt
- Theater im Schlossgarten

Bad Liebenstein
- Kurtheater Comödienhaus Bad Liebenstein

Eisenach
- Landestheater Eisenach

Erfurt
- Neues Schauspiel Erfurt
- Theater Erfurt
- Theater Waidspeicher
- Blaue Bühne Erfurt

Friedrichroda
- Thüringer KloßTheater Friedrichroda

Gera
- Theater & Philharmonie Thüringen

Gotha
- Ekhof-Theater, ehemals: Schloßtheater

Hildburghausen
- Stadttheater Hildburghausen

Jena
- Theaterhaus Jena[8]

Meiningen
- Staatstheater Meiningen

Nordhausen
- Theater Nordhausen/Loh-Orchester Sondershausen (Schauspiel aus Rudolstadt, neue Fusion)
- Theater unterm Dach

Rudolstadt
- Theater Rudolstadt

Sommerhausen
- TorTurmTheater

Zeitz
- Neues Theater Zeitz

## Österreich

### Bad Ischl
- Lehartheater
- Kongress & Theaterhaus Bad Ischl

### Braunau am Inn
- Kultur im Gugg

### Bregenz
- Theater Kosmos
- Vorarlberger Landestheater

### Graz
- dramagraz
- Grazer Orpheum
- Kleine Komödie (Graz)
- Next Liberty
- Schauspielhaus Graz
- Theater am Ortweinplatz
- Theater im Bahnhof
- Theater im Keller (Graz) (TIK)

### Innsbruck
- Brux Theater Innsbruck
- Exl-Bühne, später auch in Wien, historisch
- Innsbrucker Kellertheater
- Kulturgasthaus Bierstindl
- Theater praesent
- Tiroler Landestheater Innsbruck
- Treibhaus (Kulturzentrum)
- Westbahntheater

### Klagenfurt am Wörthersee
- Stadttheater Klagenfurt

### Kremsmünster
- Dilettanten-Theaterverein 1812 Kremsmünster im Theater am Tötenhengst

### Leoben
- Stadttheater Leoben

### Linz
- Landestheater Linz
- Theater Phönix

### Mödling
- Stadttheater Mödling
- Theater im Bunker

### Salzburg
- Elisabethbühne, heute Schauspielhaus Salzburg
- Großes Festspielhaus
- Haus für Mozart
- Kleines Theater (Salzburg)
- Salzburger Landestheater
- Toihaus Theater

### St. Pölten
- Festspielhaus St. Pölten
- Landestheater Niederösterreich

### Schwechat
- Theater Forum Schwechat

### Stockerau
- Residenztheater in der Residenz Stockerau

### Wien
→ Siehe: Theater in Wien

## Schweiz

### Bachenbülach
- Kammerspiele Seeb

### Basel
- Häbse-Theater
- Theater Basel
- Vorstadttheater Basel
- Theater Fauteuil (Fauteuil & Tabourettli)

### Bern
- Berner Puppentheater
- Dampfzentrale
- Stadttheater Bern
- Theater am Käfigturm
- Das Theater an der Effingerstrasse
- Theater Tojo

### Biel/Bienne
- Theater Orchester Biel Solothurn

### Chur
- Theater Chur

### Grüsch
- Kellertheater

### Langenthal
- Stadttheater Langenthal

### Luzern
- Luzerner Theater
- Kleintheater Luzern
- Le Théâtre Kriens-Luzern

### Schaffhausen
- Stadttheater Schaffhausen

### St. Gallen
- Theater St. Gallen

### Solothurn
- Theater Orchester Biel Solothurn
- Theater Mausefalle Solothurn

### Stans
- Theatergesellschaft Stans

### Winterthur
- Theater Winterthur
- Kellertheater Winterthur
- Marionettentheater im Waaghaus
- Theater am Gleis
- Theater Kanton Zürich
- Casinotheater Winterthur
- Kleines Theater im Peterhanskeller
- Theater Ariane

### Zürich
- Bernhard Theater
- Bühne S
- Cabaret Voltaire
- Close Theater
- ComedyHaus
- Fabriktheater (Rote Fabrik)
- Hallenstadion
- Kaufleuten
- Kongresshaus Zürich
- MAAG Halle
- Maxim-Theater
- Miller’s
- Opernhaus Zürich
- Schauspielhaus Zürich, mit den Spielstätten Pfauen und Schiffbau
- Sogar Theater
- Theater am Hechtplatz
- Theater am Neumarkt
- Theater an der Winkelwiese
- Theaterhaus Gessnerallee
- Theater im Seefeld
- Theater im Zollhaus
- Theater Keller62
- Theater PurPur
- Theater Rigiblick
- Theater Spirgarten
- Theater Stadelhofen
- Theater Stok
- Theater 11
- The Hall (Zürich-Dübendorf)
- Volkshaus
- Weisser Wind

## Weitere Länder
Außerhalb Deutschlands, Österreichs und der Schweiz existieren mehrere hundert deutschsprachige Theatergruppen bzw. Theater. Die meisten bestehen in Frankreich, Belgien, Italien, Luxemburg und Liechtenstein.
Belgien
- Agora Theater, St. Vith (Theater der deutschsprachigen Minderheit in Belgien)[9]

Italien
- Vereinigte Bühnen Bozen (in Südtirol existieren rund 200 deutschsprachige Theatergruppen)[9]
- Stadttheater Bruneck[9]
- Stadttheater Meran[9]
- Theater in der Altstadt, Meran[10]

Liechtenstein
- Theater am Kirchplatz, Schaan (in Liechtenstein sind alle Theater und Kabarettbühnen deutschsprachig)[9]

Luxemburg
- Kasemattentheater, Luxemburg (in Luxemburg sind nahezu alle Theater deutschsprachig)[9]

Rumänien
- Deutsches Staatstheater Temeswar[9]

Ungarn
- Deutsche Bühne Ungarn, Szekszárd (einziges deutschsprachiges Ensemble in Ungarn mit eigenem Theatergebäude)[9]

Kasachstan
- Deutsches Theater Almaty (Gründung 1975, seit 1989 in Almaty, einziges deutschsprachiges Theaterensemble in den Staaten der ehemaligen Sowjetunion mit eigenem Gebäude)[9]

## Ehemalige Theater
Seit dem 19. Jahrhundert hatten die meisten größeren deutschsprachigen Städte mindestens ein Theater. Angegeben sind zerstörte und nicht mehr genutzte Theatergebäude, sowie bestehende Theater, in denen es aber keine Aufführungen in deutscher Sprache mehr gibt.

### Deutschland

#### Heutiges Gebiet
Im Gebiet des heutigen Deutschland gab es unter anderem diese Theater
Brandenburg
- Stadttheater Frankfurt (Oder), 1945 zerstört
- Kleist-Theater Frankfurt (Oder), 1945–2000

Sachsen
- Deutsches Theater, Zwickau

Sachsen-Anhalt
- Stadttheater Magdeburg

#### Ehemalige deutsche Gebiete
Elsaß-Lothringen
Zwischen 1871 und 1914 und 1941 und 1944 fanden in diesen Theatern deutschsprachige Theatervorstellungen statt
- Stadttheater Hagenau
- Stadttheater Kolmar
- Stadttheater Metz
- Theater Mülhausen
- Stadttheater Straßburg
- Elsässisches Theater Straßburg, auch Dialekttheater

Ostbrandenburg
- Stadttheater Landsberg (Warthe)

Ostpreußen
- Stadttheater Königsberg
- Stadttheater Memel
- Stadttheater Tilsit
- Theater in Allenstein, Insterburg, Stallupönen und weiteren Orten[14]

Pommern
- Stadttheater Stettin

Posen
- Stadttheater Posen
- Deutsche Bühne Posen, ab 1920

Schlesien
Niederschlesien
- Stadttheater Breslau
- Lobe-Theater, Breslau
- Liebich-Theater Breslau, Variete
- Thalia-Theater Breslau
- Stadttheater Brieg
- Stadttheater Hirschberg
- Stadttheater Liegnitz

Oberschlesien
- Deutsches Theater Kattowitz, seit 1907
- Stadttheater Neisse
- Theater Oppeln
- Stadttheater Ratibor

Westpreußen
- Stadttheater Bromberg, 1824–1919
- Deutsche Bühne Bromberg 1920–1939
- Concordia-Theater Bromberg
- Elysium-Theater Bromberg 1882–1919, vorher Viktoria-Theater
- Stadttheater Danzig
- Stadttheater Elbing
- Stadttheater Graudenz, bis 1919
- Deutsche Bühne Graudenz, ab 1920
- Stadttheater Thorn, bis 1919
- Deutsche Bühne Thorn, ab 1920

### Österreich-Ungarn
Böhmen und Mähren
- Brünner Stadttheater
- Ständetheater, dann Deutsches Landestheater Prag
- Neues Deutsches Theater, Prag

Ungarn
- Städtisches Theater Preßburg, jetzt in der Slowakei

### Schweiz
Winterthur
- City Halle, Winterthur, ca. 1993–2012
- Sommertheater Winterthur, 1865–2022

Zürich
- Rothus-Bühne, Marktgasse 17, ca. 1900–1960[15]
- Kellertheater Ludwig II, Geigergasse, 1994–1996[16][17]
- Corso-Theater, 1999–2007[18]
- Maiers, 2006–2011[19]
- Boulevard-Theater am Albisriederplatz, 2012–2015

### Russland und Sowjetunion
1790–1918
- Deutsches Theater Reval
- Deutsches Theater Riga
- Königlich-deutsches Hoftheater, St. Petersburg, 1806–1890

Seit 1930
- Deutsches Theater, Engels, Wolgaregion
- Theater in Odessa und Dnipropitrowsk
- Deutsches Theater Temirtau, 1980–1994, dann nach Almaty

### USA
- Deutsches Theater, dann Irving Place Theatre, New York, 1888–um 1916

### Südamerika
- Freie deutsche Bühne, Exiltheater
- Deutsche Kammerspiele